# Trirhabda virgata
Trirhabda virgata là một loài bọ cánh cứng trong họ Chrysomelidae. Loài này được LeConte miêu tả khoa học năm 1865.

## Hình ảnh

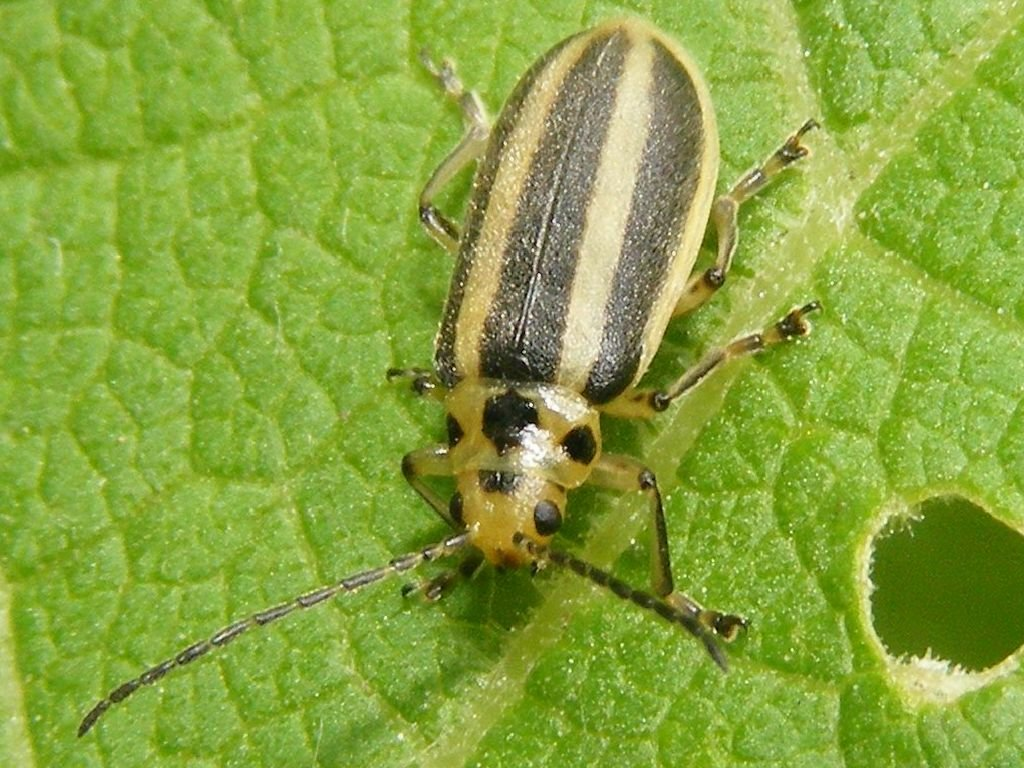
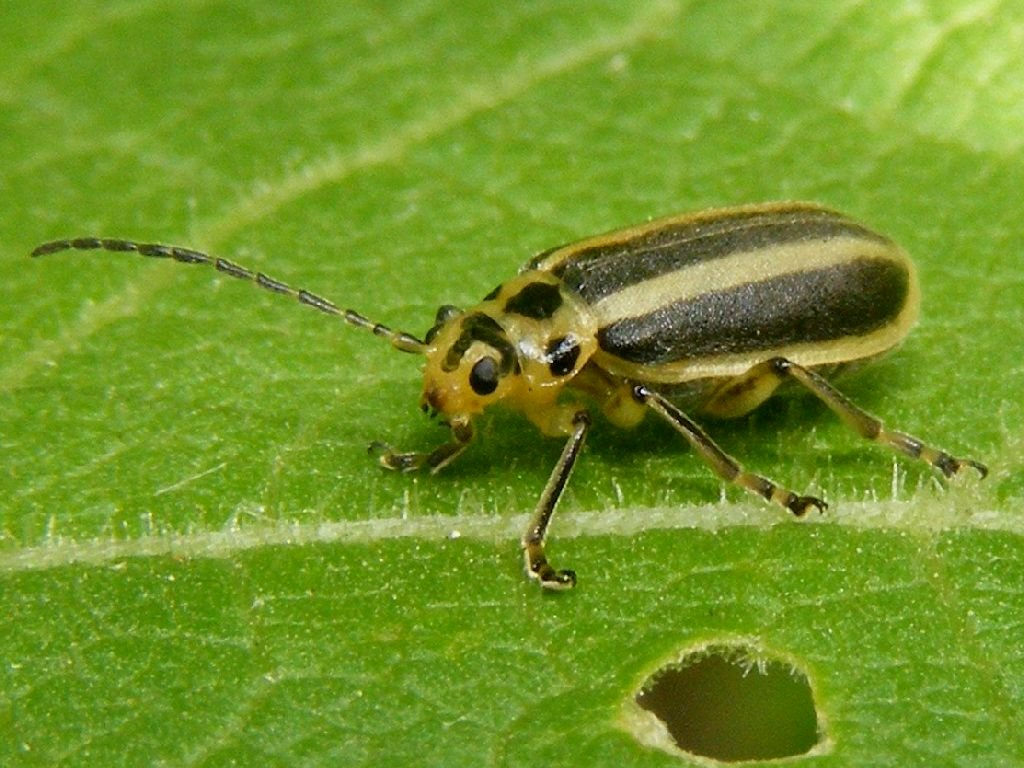
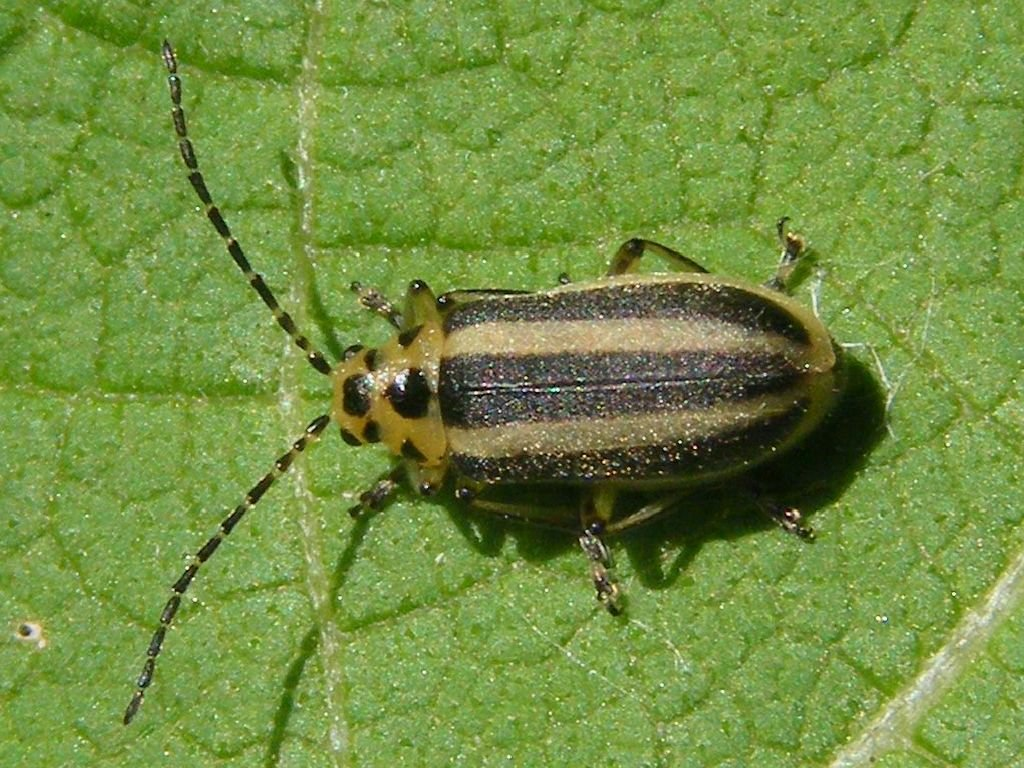
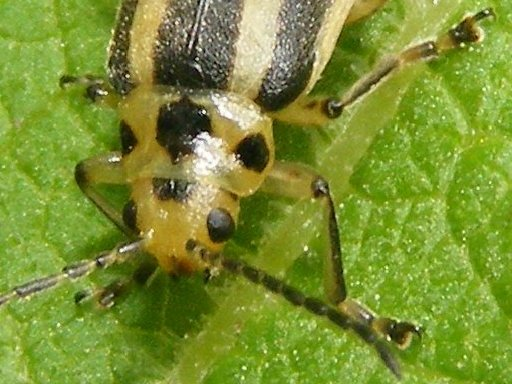